# Theodosius Christian von Frantzius
Theodosius Christian von Frantzius (* 2. März 1735 in Lübeck; † 18. Juni 1802 in Köslin) war ein deutscher Großkaufmann und Reeder.
Theodosius Christian Frantzius war ein Sohn des gleichnamigen Lübecker Kaufmanns (1702–1737) und dessen Ehefrau Anna Magdalena Hoffmann (1699–1777). Durch den frühen Tod des Vaters erhielt er nur eine mäßige Schulbildung und ging dann als unbemittelter Handelsangestellter an ein Handelskontor nach Danzig. Er gründete eine kleine Firma, die Holz nach England lieferte. 1765 wurde er in die Danziger Kaufmannschaft aufgenommen.
Um Frachtkosten zu sparen, legte er sich mit der Zeit eigene Schiffe zu. Er stieg auch in den Getreidehandel ein, erhöhte die Zahl der Schiffe auf 17 und sein Reichtum wuchs. Frantzius wurde zum Geheimen Kommerzienrat ernannt und erhielt 1790 den polnischen Adelstitel.
Der Sohn Johann Gotthard (1769–1849) wurde Senator und der Sohn Christian (1771–1835) Kaufmann und Reeder in Danzig. Durch ungünstige Umstände konnten die Söhne die Firma des Vaters nicht halten und mussten sie 1818 aufgeben.

## Familie
Er heiratete am 14. April 1766 Adelgunde Justina Reinick (* 27. Oktober 1747; † 17. Mai 1795), Tochter des Danziger Stadtphysikus. Das Paar hatte mehrere Kinder:
- Johann Gotthard (* 2. November 1769; † 16. August 1849), Bankdirektor ⚭ 1795 Friederike Auguste Muhl (* 25. Oktober 1774; † 21. November 1854)
- Theodosius Christian (* 28. September 1771; † 20. April 1835)

⚭ 1799 Anne Elisabeth Lesse (* 24. Juli 1776; † 3. November 1809)
⚭ 1811 Marianne Louise Lesse (* 10. August 1785; † 15. September 1852)
- Daniel Gotthilf (* 11. Januar 1779; † 13. Dezember 1837)
- Friedrich Wilhelm (* 11. Juni 1789; † 6. Mai 1861) ⚭ 1816 Adele Elisabeth Ritt (* 23. Mai 1796; † 17. April 1881), Eltern von Alexander von Frantzius
- Karl Gilhard (* 11. März 1791; † 10. Oktober 1863) ⚭ 1823 Charlotte Dorothea Mueller (* 19. Januar 1802; † 26. September 1877)